# Maksimilijan Mihelčič
Maksimilijan Mihelčič nadimak Maks (Ljubljana, 29. srpnja 1905. – Zagreb, 29. ožujka 1958.) bio je slovenski nogometaš. Igrao je na poziciji vratara, atletski građen, elastičan, jednako branio visoke i niske lopte. Prema mnogima najbolji slovenski nogometaš prije Drugog svjetskog rata.

## Klupska karijera
Igračku nogometnu karijeru započeo je 1922. godine u ljubljanskom Hermesu. Od 1924. godine do 1934. godine igrao je za zagrebački Građanski s kojim je osvojio prvenstva Jugoslavenskog nogometnog saveza 1926. i 1928. godine. Od 1934. do 1938. godine bio je član zagrebačke Šparte.

## Reprezentativna karijera
Za jugoslavensku nogometnu reprezentaciju odigrao je 18 utakmica. Prvu utakmicu odigrao je u 28. listopada 1925. godine u Pragu protiv Čehoslovačke (7:0), a posljednju 4. listopada 1931. godine u Sofiji protiv Bugraske (3:2). Pri tome je ubilježio 7 pobjeda, 2 neodlučena ishoda, te 9 poraza. Igrao je za ljubljansku i zagrebačku nogometnu reprezentaciju. Za zagrebačku reprezentaciju odigrao je 38 utakmica, te s istom osvojio Kup kralja Aleksandra 1925. i 1926. godine.

## Trenerska karijera
Maksimilijan Mihelčič trenirao je mladež Građanskog i Dinama.

## Zanimljivo
U godinama igranja za Građanski bio je i službeni vozač gradonačelnika.